# Riese Pio X
Riese Pio X (Rieze in veneto) è un comune italiano di 10 961 abitanti della provincia di Treviso in Veneto. Qui nacque il 2 giugno 1835 Giuseppe Melchiorre Sarto, colui che diventerà papa Pio X.

## Geografia fisica
Il comune si trova a metà strada fra Castelfranco Veneto ed Asolo nella parte alta della pianura veneta. Dominato dal massiccio del Monte Grappa. Il territorio, interamente pianeggiante, è morfologicamente diviso in due parti: quella ad est è costituita da terreni rossastri, tendenzialmente aridi, quella a ovest è invece caratterizzata dal sovrapporsi dei depositi alluvionali del torrente Muson.

## Origine del nome
La specificazione "Pio X" fu aggiunta alla denominazione ufficiale del comune nel 1952, in onore del papa san Pio X, che qui nacque nel 1835.

## Storia

### Origini ed età romana
Dal punto di vista geologico il territorio di Riese si divide in due parti: a est predominano terreni permeabili e quindi aridi, resi adatti all'agricoltura solo in seguito allo scavo della Brentella di Pederobba nel 1436; a ovest, invece, i depositi alluvionali portati dal torrente Muson hanno creato un'area fertile e ricca di risorse idriche. Proprio in quest'ultima è affiorato il maggior numero di reperti archeologici (i più antichi sono dell'età del bronzo), come dei tumuli e i resti di un villaggio nei pressi di Vallà.
Bisognerà tuttavia attendere l'età romana per avere uno sviluppo demografico più evidente. Compresa nel municipio di Acelum (Asolo), l'area di Riese era stata centuriata (come dimostra tuttora la disposizione di strade e fossati) e poteva godere del transito della via Aurelia che collegava Patavium a Feltria. È stato ipotizzato che il santuario mariano delle Cendrole sia derivato da un antico luogo di culto dedicato a Diana o Giunone; presso lo stesso si conserva una lapide che cita Lucio Vilonio, forse governatore di Asolo.
Nel medesimo periodo si colloca l'origine dei toponimi Riese (prediale riferito a un Resius), Poggiana (da un Paulus o da un Popilius) e Vallà (dalla presenza di un Vallum, un campo trincerato).

### Medioevo
Con la decadenza dell'Impero Romano, molti insediamenti rurali si fortificarono trasformandosi in veri e propri castelli. Si ipotizza un'evoluzione simile anche per Riese: compare infatti come castrum Resii in un atto del 972, con cui Ottone I del Sacro Romano Impero donava al vescovo di Treviso Rotzo questo e altri beni. Il castello passò in seguito a una famiglia di feudatari detta, non a caso, da Resio che ebbe un ruolo di rilievo nella politica del comune di Treviso.
L'abitato più importante era però alle Cendrole, località vicina al corso del torrente Avenale; qui si trovava la pieve di Santa Maria, matrice di tutte le altre chiese dei dintorni. Con la fondazione di Castelfranco, avamposto trevigiano al confine con Padova, il territorio entrò a far parte del suo distretto: Riese, più facilmente collegata alla cittadina, assunse un ruolo di predominanza, tant'è che nel 1280 la chiesa di San Matteo accolse il fonte battesimale della pieve delle Cendrole, sostituendola nel ruolo di chiesa madre.

### Periodo veneziano
Riese seguì le sorti del Trevigiano sino al 1339, quando entrò a far parte della Repubblica di Venezia alla quale rimase quasi ininterrottamente sino alla sua caduta nel 1797.
In questo periodo si assiste all'acquisizione da parte di alcune famiglie del patriziato lagunare di proprietà terriere presso le quali sorsero diverse ville venete. Lo stesso castello, passato ai Gradenigo e ai Venier, venne convertito in residenza signorile. Villeggiante degno di nota fu Tuzio Costanzo, uomo d'armi frequentatore della celebre Caterina Cornaro, che fece commissionare la nota pala di Castelfranco al Giorgione.

### Storia contemporanea
Dopo la fine della Serenissima, Riese attraversò il convulso periodo che alternò l'amministrazione francese a quella austriaca e viceversa, per poi divenire definitivamente austriaca con la nascita del regno Lombardo-Veneto. Come il resto del Veneto, divenne parte del Regno d'italia nel 1866. Queste vicende non influirono sulle condizioni economiche del territorio, che rimase povero e a vocazione contadina.
Nello stesso XIX secolo si distinsero le due personalità più insigni del paese: Jacopo Monico (1778 - 1851), patriarca di Venezia dal 1827 alla morte, e soprattutto Giuseppe Sarto (1835–1914), divenuto papa con il nome di Pio X nel 1903.
Nel 1917, dopo la rotta di Caporetto, Riese si ritrovò in prossimità del fronte, localizzato sul monte Grappa e lungo il Piave, e vennero scavate trincee lungo il Musone e a nord del capoluogo comunale.
Nella seconda guerra mondiale fu molto attiva nella zona la resistenza partigiana, rappresentata dalla brigata "Martiri del Grappa" comandata da Primo Visentin di Poggiana, noto con il nome di battaglia di "Masaccio" e insignito della medaglia d'oro al valor militare.
Tra gli episodi chiave a livello locale, durante la seconda guerra mondiale, da evidenziare anche una rappresaglia accaduta nella frazione di Spineda, durante la quale il paese fu dato alle fiamme.
Nella zona di Riese risiedeva in incognito anche Piero Monico, pronipote veneziano del Patriarca di Venezia e responsabile politico del CLN del Veneto. Condannato a morte da Mussolini viveva nascosto tra Riese e Castello di Godego coordinando la resistenza locale.
Nel 1944, in occasione della riesumazione del corpo incorrotto di papa Pio X, il comune di Riese accolse il sarcofago vuoto del sommo pontefice per esser custodito definitivamente presso la chiesa parrocchiale di San Matteo.

### Simboli
Lo stemma comunale, adottato con regio decreto-legge 23 febbraio 1928, è così descritto:
(Statuto comunale, art. 6, comma 2)

Stemma di papa Pio X

L'arma è chiaramente ispirata a quella di Pio X con il leone di San Marco nel capo, tradizionalmente usato dai patriarchi di Venezia, e l'ancora nel mare in tempesta, simbolo della speranza cristiana. Unica differenza è l'aggiunta del partito sinistro con il castello, richiamo all'antico fortilizio che sorgeva sul luogo dove oggi si trova il municipio.
L'ancora, l'azzurro e il color argento derivano a riconoscimento dal pontefice dallo stessa del cardinale patriarca di Venezia Jacopo Monico blasonato d'azzurro, all'ancora a tre braccia d'argento, cordata dello stesso; col capo d'azzurro, alla stella d'argento.
Con decreto del presidente della Repubblica 11 marzo 1953 il comune dispone anche di un gonfalone, costituito da:
(Statuto comunale, art. 6, comma 3)

### Onorificenze
Con decreto del presidente della Repubblica Sergio Mattarella, datato 22 gennaio 2022, Riese Pio X si può fregiare del titolo di città in virtù della sua importanza storica e civica.

## Monumenti e luoghi d'interesse
- Tomba del maestro e comandante partigiano Primo Visentin "Masaccio", presso il cimitero della frazione di Poggiana.
- La casa natale di san Pio X, donata da Maria Sarto (1846-1930), sorella del pontefice, al comune di Riese nel 1926, conserva suppellettili domestiche della famiglia Sarto. È monumento nazionale italiano.
- Il Museo di San Pio X, costruito nel 1935, in occasione del centenario della nascita del santo, conserva numerosi suoi cimeli. La casa natale ed il museo, restaurato nel 1985 in occasione della visita a Riese di papa Giovanni Paolo II, è visitato ogni anno da circa 10 000 persone.

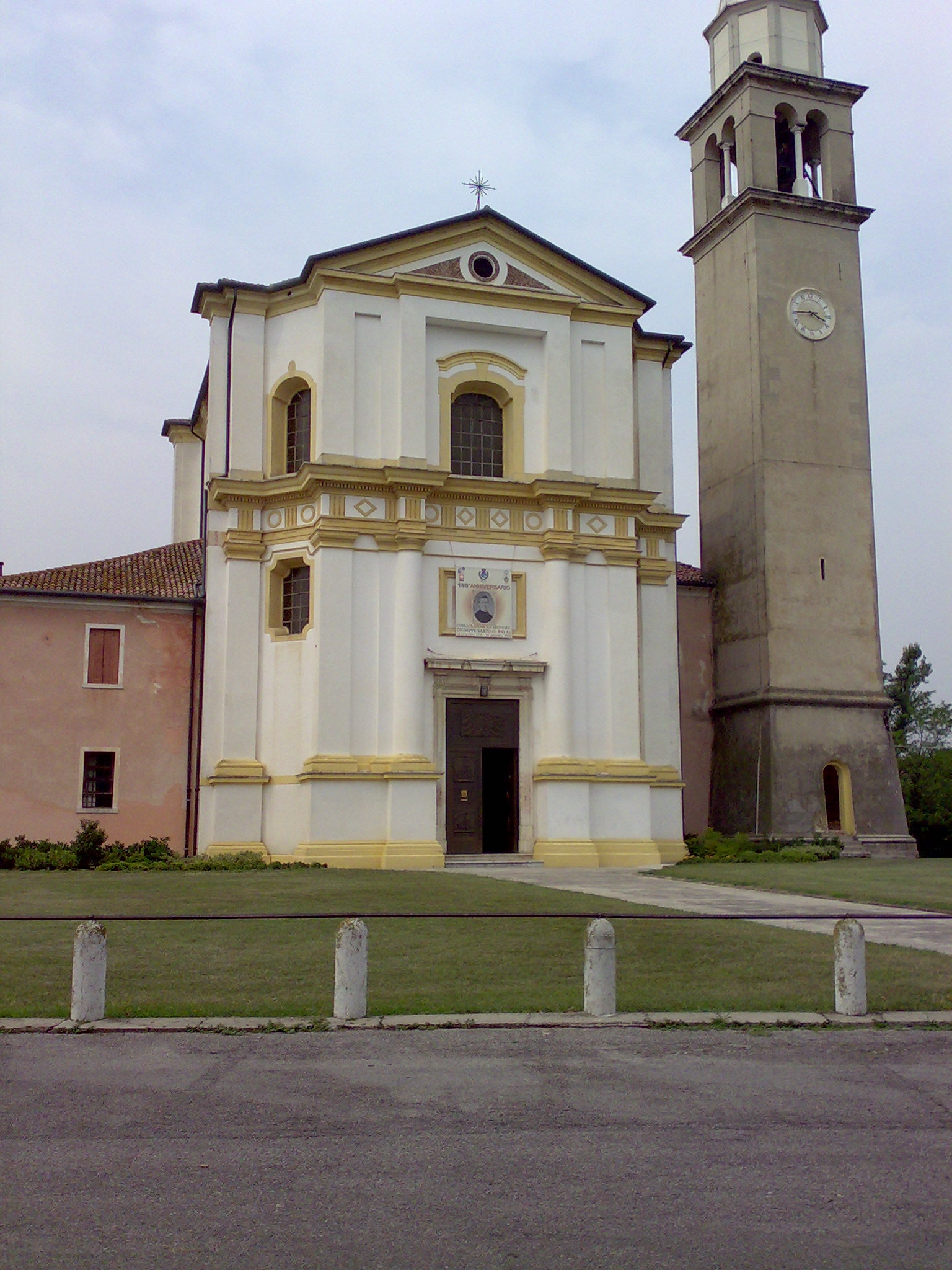
Il santuario della Beata Vergine delle Cendrole

- Il santuario della Beata Vergine delle Cendrole è un luogo di culto di origine pagana che nei secoli successivi si convertì in santuario mariano. L'interno ci sono dipinti risalenti al XVI e il XX secolo tra cui il ritratto di santa Eurosia di Noè Bordignon. Tra la chiesa e il campanile ci sono i resti di un'epigrafe romana, la lapide di Lucio Vilonio.
- Il monumento spagnolo a san Pio X risalente al 1935 è un dono dei cattolici spagnoli.

## Società

### Evoluzione demografica
Abitanti censiti

### Etnie e minoranze straniere
Al 31 dicembre 2023 gli stranieri residenti nel comune erano 1 066, ovvero il 9,8% della popolazione. Di seguito sono riportati i gruppi più consistenti:
1. Romania 572
2. Marocco 107
3. Ghana 60
4. Macedonia 45
5. Kosovo 34
6. Cina 24

### Qualità della vita e riconoscimenti
- Comune Riciclone 2011: un importante riconoscimento di Legambiente che premia Riese Pio X come primo comune del nord Italia, con popolazione superiore a 10 000 abitanti, per la raccolta differenziata dei rifiuti.[16]

## Cultura

### Dialetto di Riese
Il dialetto di Riese è una variante della lingua veneta, parlato unicamente nel capoluogo del comune, nella località di Cendrole e nella frazione di Spineda. Ridotto ormai a poche centinaia di parlanti, è diffuso essenzialmente tra le generazioni più anziane e rurali. Più che di un dialetto omogeneo in sé, converrebbe parlare di un insieme di congiunture dialettali, essendo il territorio comunale una sorta di spartiacque linguistico fra dialetto pedemontano del Grappa e dialetto veneto centrale. Qualche testimonianza scritta la si può trovare in alcune poesie e testi dialettali pubblicati nel corso degli anni nel periodico Ignis Ardens, giornale bimensile della parrocchia di Riese Pio X. Analizzandolo presenta molte caratteristiche sintattiche, lessicali e fonetiche del dialetto veneto centrale, ma diverge da questo per alcune peculiarità: 
- Caduta della vocale finale dopo "L" nei suffissi: ad esempio fratello diventa fradel  anziché frade(l)o, pedale diventa pedal anziché peda(l)e
- Caduta della vocale finale dei verbi: ad esempio mangiare diventa magnar anziché magnare, venire diventa vegner anziché vegnere; il corrispondente del suffisso italiano -iere nei nomi comuni diviene -ier perdendo dunque la vocale finale anch'esso: ad esempio carabiniere e mestiere diventano rispettivamente carabinier e mestier
- L'indicativo imperfetto della prima persona singolare termina con -a(v)e, con -e(v)e o con -i(v)e: ad esempio io portavo diventa mi porta(v)e, io battevo diventa mi bate(v)e; l'indicativo imperfetto della prima persona plurale termina con -amo(v)i, con -emo(v)i o con -imo(v)i: ad esempio noi andavamo diventa nuantri 'ndamo(v)i, noi correvamo diventa nuantri coremo(v)i
- Il congiuntivo presente della prima persona singolare termina con -e: ad esempio che io parli diventa che mi parle, che io patisca diventa che mi patise; il congiuntivo imperfetto della prima persona plurale termina con -asimo(v)i, con -esimo(v)i o con -isimo(v)i: ad esempio se noi guardassimo diventa se nuantri vardasimo(v)i, se noi capissimo diventa se nuantri capisimo(v)i
- Il condizionale presente della prima persona plurale termina con -arisimo(v)i o con -irisimo(v)i: ad esempio noi porteremmo diventa nuantri portarisimo(v)i, noi finiremmo diventa nuantri finirisimo(v)i

### Fiere e manifestazioni
- Marcia "De Bepi Sarto" dal 1973 l'ultimo sabato di maggio, si tratta di una marcia notturna di circa 10 km attraverso il territorio del comune con un percorso che passa per il Santuario delle Cendrole, luogo in cui il giovane Giuseppe Melchiorre Sarto, poi Pio X, andava a pregare.
- Fiera degli uccelli a fine luglio presso il parco di Villa Eger
- Presepio vivente il sabato precedente il Natale.
- Palio dei Mussi, ogni terza domenica di settembre, consistente in una gara di corsa a dorso d'asino (in dialetto "musso") tra le borgate storiche del paese (La Piazza, Jare, Pasoti, Cendrole, Terre Grosse, Pojana, Spinea, Vallà).
- Ricostruzione storica degli Antichi Mestieri, il sabato sera e la domenica del palio.
- Presepio artistico presso la scuola dell'infanzia (asilo) dalla terza domenica di dicembre fino all'ultima domenica di gennaio.

## Amministrazione

### Gemellaggi
- Griffith (Australia)
- Guelph
- Sochaczew
- Zahorska Bystrica

### Sindaci dal 1946
| Periodo | Periodo   | Primo cittadino          | Partito                     | Carica  | Note   |
| ------- | --------- | ------------------------ | --------------------------- | ------- | ------ |
| 1946    | 1951      | Giovanni Visentin        | Democrazia Cristiana        | Sindaco |        |
| 1951    | 1956      | Gastone Andreazza        | Democrazia Cristiana        | Sindaco |        |
| 1956    | 1960      | Ferdinando Carraro       | Democrazia Cristiana        | Sindaco |        |
| 1960    | 1965      | Settimo Vittorio Massaro | Democrazia Cristiana        | Sindaco |        |
| 1965    | 1967      | Giovanni Visentin        | Democrazia Cristiana        | Sindaco |        |
| 1967    | 1970      | Gino Garbuio             | Democrazia Cristiana        | Sindaco |        |
| 1970    | 1976      | Carlo Pellizzari         | Democrazia Cristiana        | Sindaco |        |
| 1976    | 1977      | Angelo Stradiotto        | Democrazia Cristiana        | Sindaco |        |
| 1977    | 1985      | Gian Pietro Favaro       | Democrazia Cristiana        | Sindaco |        |
| 1985    | 1989      | Luciano Cirotto          | Democrazia Cristiana        | Sindaco |        |
| 1989    | 1995      | Guido Pellizzari         | Democrazia Cristiana        | Sindaco |        |
| 1995    | 2004      | Luca Baggio              | Lega Nord                   | Sindaco | [ 17 ] |
| 2004    | 2014      | Gianluigi Contarin       | Lega Nord                   | Sindaco | [ 18 ] |
| 2014    | 2024      | Matteo Guidolin          | Lista civica "Scelgo Riese" | Sindaco | [ 19 ] |
| 2024    | in carica | Ombretta Basso           | Lista civica "Scelgo Riese" | Sindaco |        |

## Sport
- Il 31 maggio 2007 Riese Pio X ha ospitato l'arrivo della 18ª tappa del Giro d'Italia 2007, vinta in volata da Alessandro Petacchi.
- Il 29 e 30 marzo 2008 ha ospitato i campionati europei di Karate.
- Il 3 luglio 2010 Riese Pio X ha ospitato l'arrivo della 2ª tappa del Giro Donne 2010, vinta in volata da Ina-Yoko Teutenberg.
- Il 26 maggio 2013 ha ospitato la partenza dell'ultima tappa del Giro d'Italia.
- Nel 2016 la squadra locale Basket Riese vince il campionato regionale di Serie D tornando in Serie C Silver.